# Circuitul Modena
Autodromul Modena sau Circuitul Modena a fost o pistă de curse auto de la periferia orașului Modena, Italia. Pista avea lungiema de 2,4 km. Circuitul a fost deschis în 1950, și era intersectat de pista unui aerodrom de 1,6 km lungime, care era utilizat de clubul local de zboruri și parașutism. 
Circuitul a găzduit 9 ediții ale Modena Grand Prix pentru curse auto de Formula 1 și Formula 2, ultima fiind în 1961. Circuitul a continuat să gazduiască curse și alte evenimente până în 1975. 
În anii 1960 și 1970, autodromul servea ca pistă de teste pentru Ferrari, Maserati și Lamborghini.
Surprinzător, circuitul a fost demolat, iar locul a fost reamenajat ca parc public în cinstea lui Enzo Ferrari.